# Keitheatus blakeae
Keitheatus blakeae is een keversoort uit de familie bladkevers (Chrysomelidae). De wetenschappelijke naam van de soort werd in 1944 gepubliceerd door White.